# Mitrodetus irwini
Mitrodetus irwini är en tvåvingeart som beskrevs av Boris C. Kondratieff och Carr 2001. Mitrodetus irwini ingår i släktet Mitrodetus och familjen Mydidae. Inga underarter finns listade i Catalogue of Life.